# Devon 30
Devon 30 est une réserve indienne du comté d'York, située au centre du Nouveau-Brunswick.

## Géographie
Le territoire de Devon 30 est composé de trois parties. La première est enclavée dans Fredericton, à environ 200 mètres du fleuve Saint-Jean et près de Saint-Mary's 24. La seconde est située à quelques mètres, et s'étend sur plusieurs kilomètres au nord. La troisième s'étend du nord de Fredericton au sud de Saint-Marys.

## Administration

### Représentation et tendances politiques
Nouveau-Brunswick: Devon 30 fait partie de la circonscription provinciale de Fredericton-Fort Nashwaak, qui est représentée à l'Assemblée législative du Nouveau-Brunswick par Pam Lynch, du Parti progressiste-conservateur. Elle fut élue lors de l'élection de 2010.
 Canada: Devon 30 fait partie de la circonscription fédérale de Fredericton. Cette circonscription est représentée à la Chambre des communes du Canada par Keith Ashfield, du Parti conservateur.

## Vivre à Devon 30
La réserve est incluse dans le territoire du sous-district 10 du district scolaire Francophone Sud. Les écoles francophones les plus proches sont à Fredericton alors que les établissements d'enseignement supérieurs les plus proches sont dans le Grand Moncton.
Les anglophones bénéficient des quotidiens Telegraph-Journal, publié à Saint-Jean, et The Daily Gleaner, publié à Fredericton. Ils ont aussi accès au bi-hebdomadaire Bugle-Observer, publié à Woodstock. Les francophones ont accès par abonnement au quotidien L'Acadie nouvelle, publié à Caraquet, ainsi qu'à l'hebdomadaire L'Étoile, de Dieppe.

## Culture

### Personnalités
- Gabriel Acquin (1811-1901), chasseur, guide, interprète et forain malécite, fondateur de la réserve amérindienne de Saint-Mary's 24.